# Renault Fluence

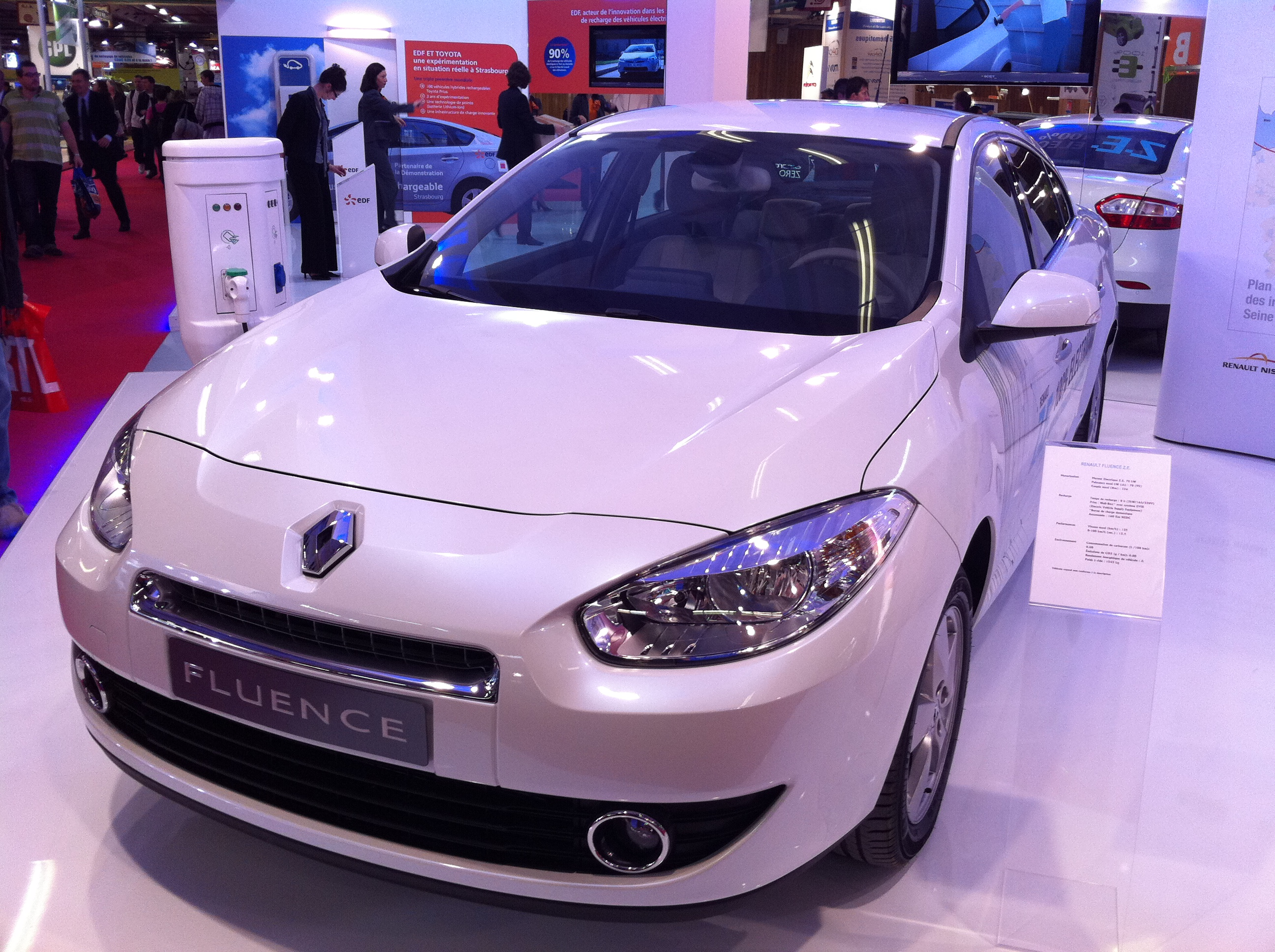
De elektrische Renault Fluence Z.E.

De Renault Fluence is een vierdeurs sedan van de Franse autofabrikant Renault. De auto werd in België ook met een verbrandingsmotor verkocht; in Nederland alleen in de elektrische variant die in 2011 op de markt verscheen, de Renault Fluence Z.E..
Bijzonder daarbij is dat een systematiek van wissel-accu's voorzien was waarbij men op een servicepunt de lege accu kon laten omwisselen voor een volle, zodat doorgereden kon worden zonder tijd te verliezen aan laden van de accu. Dit systeem werd aangeboden in samenwerking met het bedrijf 'Better Place', dat echter in 2013 ophield te bestaan.
In 2015 is in Europa de productie van de Fluence stopgezet en werd het model niet langer aangeboden.
In productie:
5 E-Tech · 
Arkana · 
Austral · 
Captur · 
Clio · 
Espace · 
Kadjar · 
Kangoo · 
Koleos · 
Master · 
Mégane · 
Mégane E-Tech · 
Rafale · 
Scenic E-Tech · 
Symbioz · 
Symbol · 
Trafic · 
Twingo · 
Twingo Electric · 
Zoe

Uit productie:
3 · 
4 · 
5 · 
6 · 
7 · 
8 · 
9 · 
10 · 
11 · 
12 · 
14 · 
15 · 
16 · 
17 · 
18 · 
19 · 
20 · 
21 · 
25 · 
30 · 
2CV · 
4CV · 
Avantime · 
Caravelle · 
Dauphine · 
Domaine · 
Estafette ·
Express · 
Floride · 
Fluence ·
Frégate · 
Fuego · 
Juvaquatre ·
Laguna · 
Latitude · 
Modus · 
Nervastella · 
Novaquatre · 
Ondine · 
Prairie · 
Primaquatre · 
Rodeo · 
Safrane · 
Savanne · 
Scénic · 
Spider · 
Talisman · 
Thalia · 
Twizy · 
Vel Satis · 
Vivasport · 
Vivastella · 
Wind